# زبان اورارتویی
اورارتویی، وانیک و (در متون کهن‌تر) چلدیان (خلدیان یا هلدیان) نام‌های رایجی هستند که برای زبانی که توسط مردم امپراتوری اورارتو در حومه دریاچه وان به پایتختی شهری در نزدیکی شهر کنونی وان و در بلندی‌های ارمنستان که امروزه در شرق آناتولی در ترکیه کنونی، زندگی می‌کردند، استفاده می‌شود. احتمالاً توسط اکثریت مردم اطراف دریاچه وان و امتداد دره زاب به سمت بالا مورد استفاده بوده‌است.

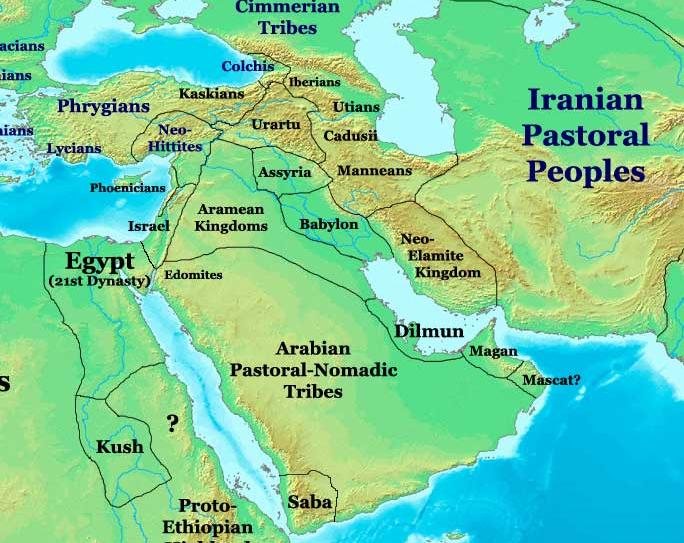
قلمرو اورارتو ۱۰۰۰ سال پیش از میلاد مسیح

نخستین اشاره‌ها به زبان اورارتویی به قرن نهم پیش از میلاد برمی‌گردد و در سال ۵۸۵ پیش از میلاد پس از سقوط امپراتوری اورارتویی متوقف می‌شود. که باید با  زبان ارمنی جایگزین شده باشد. ممکن است در دوران حکومت هخامنشیان بوده‌است هرچند که تنها در قرن پنجم میلادی نخستین نمونه‌های نوشته شده زبان ارمنی پدیدار می‌شود. آنچه مشخص است رگهٔ خاصی از زبان اورارتویی در زبان ارمنی وجود داشته و تاکنون نیز بخشی از آن حفظ شده‌است.

## دسته‌بندی

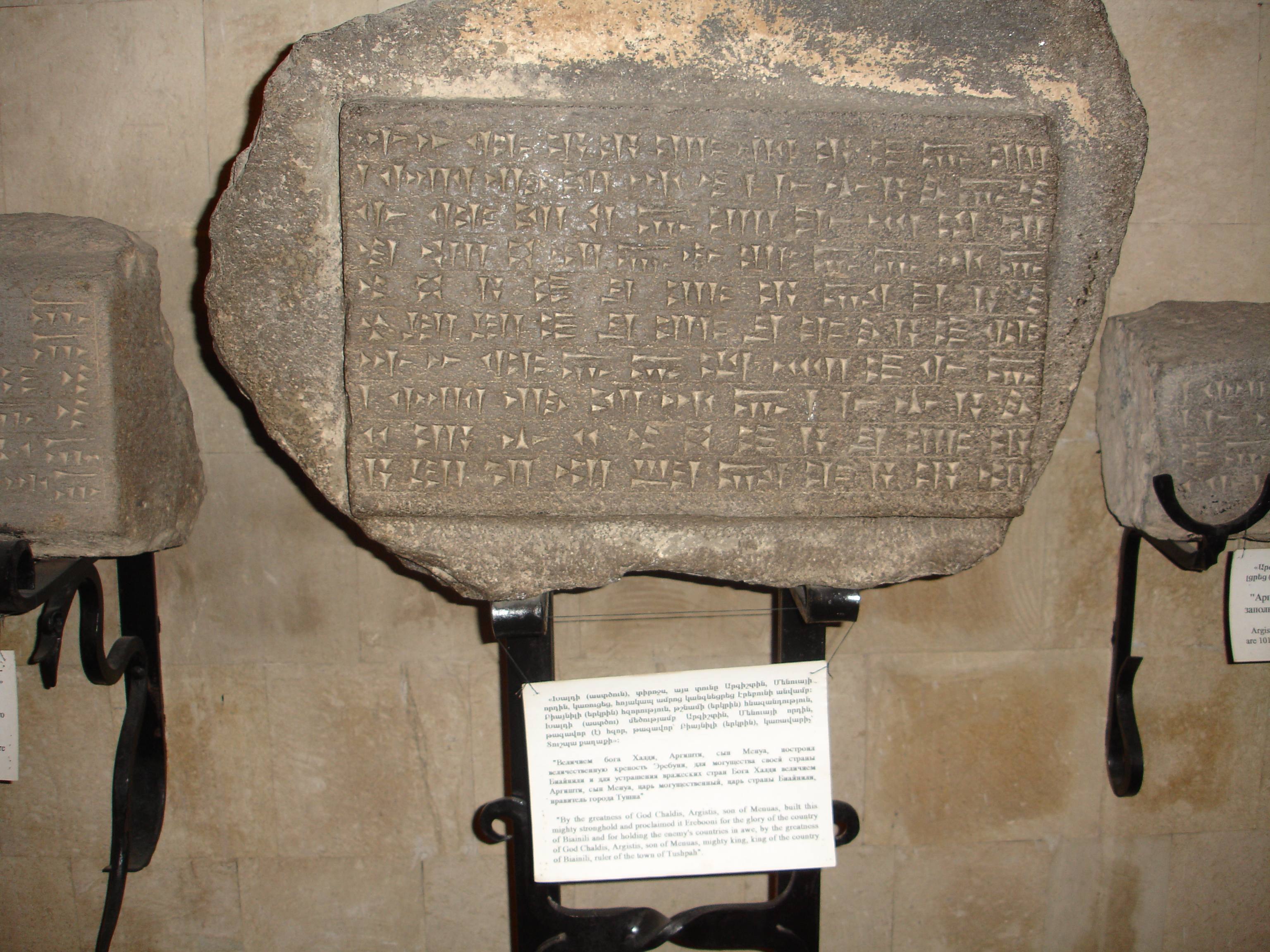
کتیبه به خط میخی و زبان اورارتویی؛ موزه اربونی در ایروان. متن:

اورارتویی یک زبان کنایی، پیوندی است که نه با زبان‌های سامی و نه زبان‌های هند و اروپایی نزدیکی ندارد و به خانواده هورواورارتویی وابسته است که تنها هم خانواده آن زبان هوری است. قواعد هر دو زبان یکی است و در هنگام صرف نام‌ها، پسوندهایی که به نام اضافه می‌شود در هر دو زبان یکسان است. در بسیاری از کتیبه‌های یافت شده در منطقه امپراتوری اورارتویی با خط میخی و دبیره آشوری نوشته شده‌است. ادعا شده‌است که اورارتویی یک الفبای جدا گانه هیروگلیفی داشته‌است اما این ادعا تا کنون بی‌پایه مانده‌است.
ایگور دیاکونوف باور دارد زبان‌های هورواورارتویی به زبان‌های قفقازی شمال‌شرقی (مثل لزگی و آوار و…)وابستگی دارد.
اینگونه به نظر می‌رسد که ارمنی‌ها به همان منطقه جغرافیایی مانند اورارتوها حرکت کردند. بعد از اینکه مردم کهن اورارتویی زبان ارمنی را گرفتند، داریوش پادشاه هخامنشی در کتیبه کهن بیستون نام آن منطقه را ارمنستان ذکر کرد.

## نخستین منابع
کهن‌ترین نوشته بدست آمده متعلق به پادشاهی ساردوری یکم و مربوط به اواخر قرن ۹ پیش از میلاد است. و تا سرنگونی حکمرانی اورارتویی تا ۲۰۰ سال بعد نیز این کتیبه‌ها نوشته می‌شوند.
تقریباً تا به امروز ۲۰۰ کتیبه با خط میخی و به زبان اورارتویی کشف و ثبت شده‌است.
در کاوش‌های صورت گرفته در گیلان دو مورد یراق اسب کتیبه دار اورارتویی از تمدن املش مربوط به پادشاهان اورارتویی به نام منوآ (۸۱۰ ق. م) و آرگیشتی اول (۷۸۱ ق. م) توسط جرج کامرون و آی. جی گلب به دست آمده‌است و طی حفاری‌های باستانشناسی گیلان یک کتیبه اورارتویی در منطقه تالش توسط محمدرضا خلعتبری در سال ۱۳۸۰ یافت شده‌است.

## نمونه زبان
نمونه‌های زیر از ۳۷۲ کتیبه که به وسیله منوا پسر ایشپوینی نگاشته شده‌است، بدست آمده‌است.
برای هر جمله نخست خود جمله سپس ریخت‌شناسی و در پایان ترجمه آورده شده‌است:
- dḫal-di-ni-ni uš-ma-ši-ni DIŠme-nu-a-še DIŠiš-pu-u-i-ni-ḫi-ni-še dḫal-di-ni-li KÁ (3) ši-di-íš-tú-a-li
- Ḫaldi=ni=nə ušma=ši=nə Menua=šə Išpuini=ḫi=ni=šə Ḫaldi=ni=lə KÁ šidišt=u=alə

- به خواست هالدی (حالدی)، مینوشه، شاه ائیشپون، قلعه هالدین را بنا نهاد (به خواست زندگی، منوچهر، شاه دریای نور قلعه زندگی را بنا نهاد.)

- URUa-lu-di-ri-i-e (4) É.GAL ši-di-iš-tú-ni ba-du-si-e'
- Aludiri=ə É.GAL šidišt=u=nə badusi=y=ə

- برای شهر آلودیری او دژی در حد کمال ساخت.[۱۵]

- dḫal-di-ni-ni uš-ma-ši-ni dḫal-di-ni-ni ba-a-u-ši-ni DIŠme-nu-a-ni DIŠiš-pu-ú-i-ni-e-ḫé i-ú LÚa-te-i-ni e-si na-ḫa-a-be KURša-ti-ru-ú-ni du-ur-ba-i-e ma-nu'
- Ḫaldi=ni=nə ušma=ši=nə Ḫaldi=ni=nə bau=ši=nə Menua=nə Išpuini=ḫə iu ate=y=n(ə)=ə esi=ə naḫ=a=bə, Šatiru=nə durbayə man=u

- زمانی که به اراده و فرمان هالدی، منوا پسر ایشپوینی، به جای پدر بالا رفت (به تاج و تخت رسید)، (سرزمین) شاتیرو سرکش بود.

- ḫal-di-ni uš-ta-a-be ma-si-ni šu-ri-e ka-ru-ni URUḫu-ra-di-na-ku-ú-ni ka-ru-ni URUgi-di-ma-ru-ú-ni ka-ru-ni KURša-ti-ru-ú-i KURe-ba-a-ni dḫal-di-ni ku-ru-ni dḫal-di-ni-e šu-ri-i ku-ru-ni '
- Ḫaldi=nə ušt=a=bə masi=nə šuri=ə, kar=u=nə Ḫuradinaku=nə, kar=u=nə Gidimaru=nə, kar=u=nə Šatiru=yə ebanə. Ḫaldi=nə kurunə, Ḫaldi-ni-yə šuri kurunə

- هالدی با سلاح خود به پیش می‌رود، هورادیناکو فتح شد، گیدیمارو فتح شد، سرزمین شاتیرو فتح شد. هالدی قدرتمند است، سلاح هالدی قدرتمند است.

- ḫa-ú-ni URUḫu-ra-di-na-ku-ú-ni URUgi-di-ma-ru-ú-ni ḫa-ú-ni KURša-ti-ru-ú-i KURe-ba-a-ni-i URUtar-zu-ʼa-a-na-a-na-ni'
- Ḫa=u=nə Ḫuradinaku=nə, Gidimaru=nə, ḫa=u=nə Šatiru=yə eban=i=yə Tarzuana-nə

- او (منوا) فتح کرد (شهرهای) هوآردیناکو، گیدیمارو، تارزوآنا از سرزمین شاتیرو.

- ku-ṭu-ni pa-ri KURbu-uš-tú-ú-e pa-ri KURma-al-ma-li-i-e'
- Kuṭ=u=nə parə Buštu=ə, parə Malmali=ə

- او رسید تا جایی که شهر بوشتو بود تا جایی که شهر مالمالی بود.

- URUḫu-ra-di-na-ku-ú-ni... a-ru-ni-e dḫal-di-še DIŠme-i-nu-ú-a DIŠiš-pu-u-i-ni-e-ḫi-ni-e'
- Ḫuradinaku=nə … ar=u=nə Ḫaldi=šə Menua=ə Išpuini=ḫi=ni=ə

- هالدی هوآردیناکو را به منوا پسر ایشپوینی داد.